# ایلیا بن سنی
ایلیا بن سِنی (؟ - ۱۰۴۶م) اسقف نسطوری عراقی و نویسنده عربی بود. او اسقف اعظم نصیبین (مطران) بوده است. التاریخ، المجالس و المعونة علی دفع الهم، البرهان فی تصحیح الإیمان و قاموس سریانی-العربی از آثار اوست. 